# USS Spot (SS-413)
Za druga plovila z istim imenom glejte USS Spot.
USS Spot (SS-413) je bila jurišna podmornica razreda balao v sestavi Vojne mornarice Združenih držav Amerike.
Med drugo svetovno vojno je podmornica opravila 4 bojne patrulje.
12. januarja 1962 so podmornico posodilu Čilu, kjer so jo preimenovali v CNS Simpson (SS-21); odkupili so jo 1. avgusta 1975.